# Na Agontimé
Na Agontimé, auch Agontimé (geboren im 18. Jahrhundert in Tandji, Königreich Dahomey; verstorben im frühen 19. Jahrhundert vermutlich in Maranhão, Brasilien) war die wichtigste Gattin (Königsmutter, kpojito) des Königs Agonglo des Königreichs Dahomey. Als Mutter des Prinzen und späteren Königs Gezo wurde sie auf Befehl des an die Macht gekommenen Adandozan als Sklavin nach Brasilien verkauft. Dort, in Maranhão, soll sie als Tohosu-Priesterin an der Gründung der Casa das Minas beteiligt gewesen sein, einem Tempel der afrobrasilianischen Religion Tambor de Mina.

## Leben
Die genauen Lebensumstände von Na Agontimé sind nicht bekannt; es gibt Vermutungen, dass sie aus dem beninischen Ort Tandji stammt. Na Agontimé soll am Hof des Königreichs Dahomey gelebt haben und dort eine der Ehefrauen des Königs Agonglo gewesen sein. Sie diente dem Königshof auch als Priesterin der Tohosu-Religion. Agontimé gebar König Agonglo einen Sohn, Gezo.
Das Königreich Dahomey galt damals als wichtige Regionalmacht an der westafrikanischen Küste, es unterhielt intensive Handelsbeziehungen mit europäischen Ländern, und betrieb einen großen Handel mit Sklaven für die europäischen Kolonien in Amerika. 1797 soll König Agonglo im Zuge einer Verschwörung von seinem Bruder Dogan mit Unterstützung einer Ehefrau namens Na Wanjile umgebracht worden sein, nachdem er zuvor dem Königreich Portugal zugesagt hatte, zum Christentum zu konvertieren, um die Handelsbeziehungen wiederaufnehmen zu können. Im Zuge der Verschwörung wurden Dogan und Na Wanjile mit dem Tod bestraft. Agonglos zweitältester Sohn, Adandozan, folgte ihm auf dem Thron und rächte sich zunächst an allen tatsächlichen oder vermeintlichen Beteiligten an der Palastverschwörung. Dazu gehörte auch Na Agontimé, die Adandozan zusammen mit 63 ihrer Bediensteten zur Strafe als Sklaven nach Brasilien verkauft haben soll.
Im Sklavenhafen von São Luís (Maranhão) angekommen, soll Na Agontimé mehrere Jahre als Sklavin gearbeitet haben, bevor es ihr gelungen sein soll, sich ihre Freiheit zu erkaufen. Über ihren Verbleib in Maranhão ist wenig bekannt. Bis heute wird vermutet, dass sie in São Luís ein Leben als Tohosu-Priesterin verbracht hat und dort einen Tempel namens Casa das Minas gegründet haben soll. Einen direkten Nachweis dafür gibt es nicht, Wissenschaftler vor allem um Pierre Verger haben jedoch zahlreiche Indizien zusammengetragen, die darauf hinweisen, dass eine hochrangige Tohosu-Priesterin aus Dahomey bei der Gründung des Tempels Anfang des 19. Jahrhunderts involviert gewesen sein soll. Der Tempel gilt als eine der wichtigsten Institutionen der Religion Tambor de Mina, einer afrobrasilianischen Voodoo-Religion.
1818 stürzte Na Agontimés Sohn Gezo seinen Halbbruder und König Adandozan vom Thron, unterstützt vom an der westafrikanischen Küste agierenden brasilianischen Sklavenhändler Francisco Félix de Sousa. Als neuer Monarch versuchte Gezo vergeblich, Agontimé in Brasilien durch königliche Botschafter ausfindig machen zu lassen und nach Dahomey zurückzubringen.
Über den Tod Na Agontimés ist nichts bekannt.

## Erinnerung
In der brasilianischen Populärkultur, vor allem in Maranhão, gilt Agontimé als ein Symbol und eine Figur des afrikanischen Erbes in Brasilien.

## Bibliographie
- Ana Lucia Araújo: History, Memory and Imagination: Na Agontimé, a Dahomean Queen in Brazil, in: Toyin Falola, Sati Umaru Fwatshak (Hrsg.): Beyond Tradition: African Women in Cultural and Political Spaces, Africa World Press, 2011, ISBN 9781592218462 (online als pdf verfügbar)